# Società Sportiva Virtus
Società Sportiva Virtus (conhecido somente por Virtus ou Virtus Acquaviva) é um clube de futebol de Acquaviva, em San Marino[carece de fontes?].

## História
Fundado em 1964, o Virtus não tem um histórico expressivo no campeonato local, tendo sido o primeiro título conquistado o Troféu Federal de San Marino de 1988.
Em 2024, o clube conquistou pela primeira vez o campeonato local, e tendo assim seu primeiro título de grande importância.
Presidido por Pier Domenico Giulianelli, o clube manda seus jogos no Stadio di Acquaviva, com capacidade para 2.000 lugares, e tem o verde e o preto como suas cores oficiais[carece de fontes?].

## Títulos
- Campeonato Sanmarinense de Futebol: 2024, 2025
- Troféu Federal de San Marino: 1988